# Келечевич, Бошко
Бошко Давида Келечевич (серб. Бошко Давида Келечевић, родился 15 июля 1942 в Мрчевцах) — югославский и сербский военачальник, генерал-подполковник Вооружённых сил Республики Сербской, участник Боснийской войны.

## Биография
Родился 15 июля 1942 года в деревне Мрчевци (община Лакташи, ныне Республика Сербская). Дослужился до звания полковника Югославской народной армии, был помощником начальника штаба 5-й военной области. После начала Боснийской войны вступил в Войско Республики Сербской, 6 августа 1992 получил звание генерал-майора. В Войске Республики Сербской служил в 1-м Краинском корпусе — был сначала начальником штаба корпуса и заместителем командира одновременно, а затем некоторое время командовал корпусом. Прославился в ряде военных операций, в том числе и в операции «Коридор».
В декабре 1995 года Келечевичу было присвоено звание генерал-подполковника. С 1999 по 2002 годы он возглавлял Службу разведки и безопасности Республики Сербской. С 2002 года на пенсии.